# FK Pakhtakor Tashkent
El FK Pakhtakor Tashkent (uzbek «Paxtakor» futbol klubi) és un club uzbek de futbol de la ciutat de Taixkent.

## Història
És el club amb millor palmarès del país des de la independència del mateix amb 8 títols, 6 d'ells consecutius, 2002-2007. També ha guanyat 10 copes (a data de 2009).
És l'únic club del país que va disputar la màxima categoria de la lliga de l'URSS.
La data de la seva fundació és considerada la del seu primer partit oficial, el 8 d'abril de 1956.
El 1959 ascendí a la màxima categoria de la lliga soviètica de futbol per primer cop. Als anys 60 destacà al club el davanter Gennadiy Krasnitskiy, qui liderà l'equip fins a la sisena posició el 1962. També fou finalista de la Copa de l'URSS el 1968, perdent davant el FC Torpedo Moscou per 1-0. A la màxima categoria soviètica jugà 22 temporades amb 212 victòries, 211 empats i 299 derrotes.

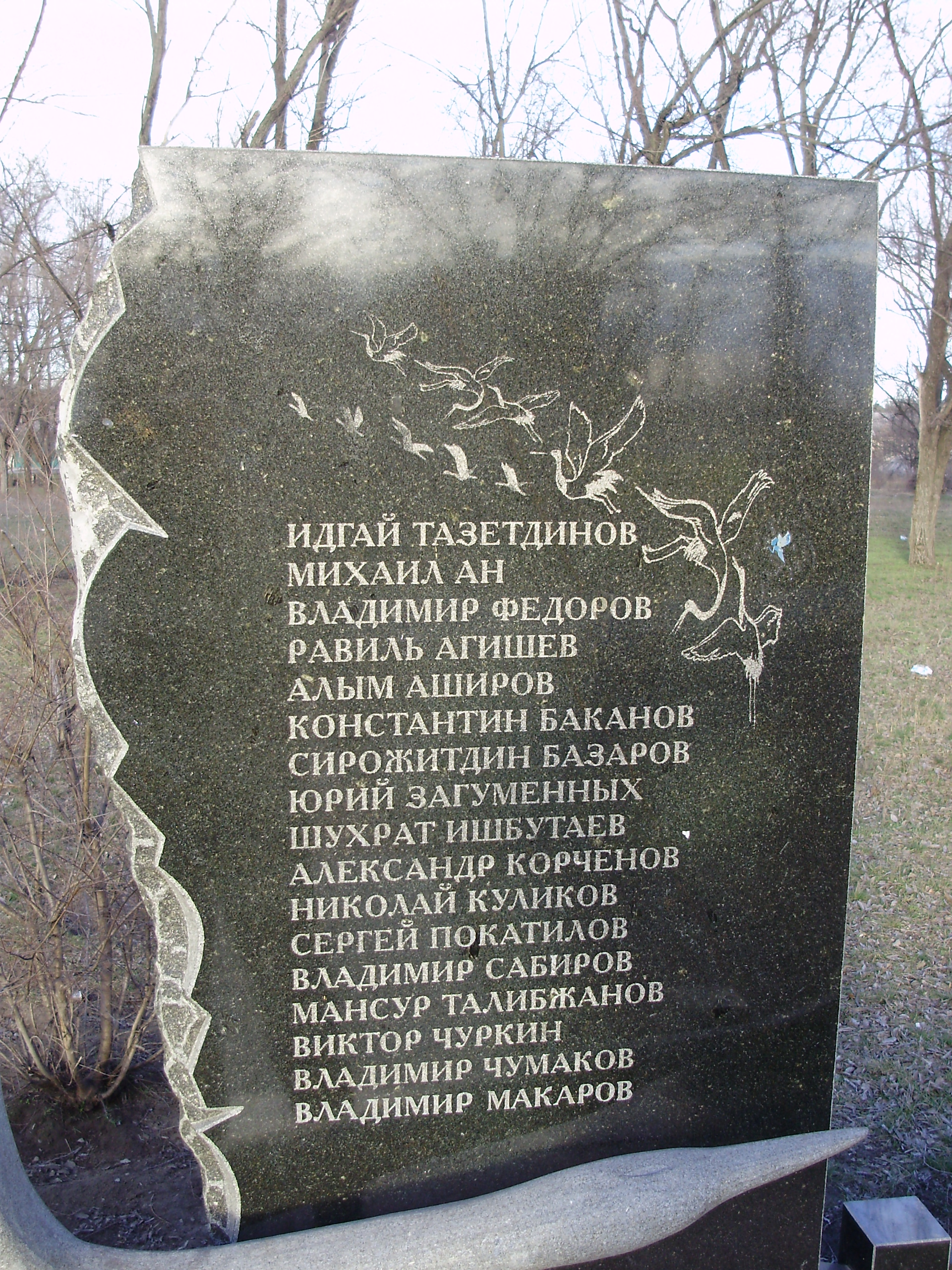
Monument al Pakhtakor-79 a Kamianske (ex-Dniprodzerzhynsk), Ucraïna

L'agost de 1979, quan volaven per jugar un partit de lliga davant el FC Dinamo Minsk, l'avió patí una col·lisió aèria sobre Dniprodzerjinsk, Ucraïna. Les 150 persones dels dos avions involucrats van morir, entre elles disset jugadors i membres del cos tècnic del club:
- Idgay Borisovich Tazetdinov, entrenador (13.01.1933)
- Mikhail Ivanovich An, mig (19.11.1952)
- Vladimir Ivanovich Fedorov, davanter (05.01.1956)
- Alim Masalievich Ashirov, defensa (25.01.1955)
- Ravil Rustamovich Agishev, defensa (14.03.1959)
- Constantine Alexandrovich Bakanov, mig (25.05.1954)
- Yuri Timofeevich Zagumennykh, defensa (07.06.1947)
- Alexander Ivanovich Korchenov, mig (04.05.1949)
- Nikolai Borisovich Kulikov, defensa (25.04.1953)
- Vladimir Vasilyevich Makarov, mig (09.03.1947)
- Sergey Constantinovich Pokatilov, porter (20.12.1950)
- Victor Nikolayevich Churkin, davanter (25.01.1952)
- Sirozhiddin Akhmedovich Bazarov, davanter (10.08.1961)
- Shukhrat Musinovich Ishbutaev, davanter (08.02.1959)
- Vladimir Valievich Sabirov, davanter (14.01.1958)
- Vladimir Vasilyevich Chumaks, entrenador (08.12.1932)
- Mansur Inamdzhanovich Talibdzhanov, administrador (04.04.1944)

## Palmarès
- Lliga uzbeka de futbol: [7]
  - 1992, 1998, 2002, 2003, 2004, 2005, 2006, 2007, 2012, 2014, 2015, 2019, 2020, 2021, 2022, 2023

- Copa uzbeka de futbol: [8]
  - 1993, 1997, 2001, 2002, 2003, 2004, 2005, 2006, 2007, 2009, 2011, 2019

- Segona divisió de l'URSS: 
  - 1972

- Copa de la Comunitat d'Estats Independents: 
  - 2007

## Futbolistes destacats

### Era soviètica
- Vassilis Khatzipanagís
- Gennadiy Krasnitskiy
- Khorèn Oganessian
- Andrei Yakubik

### Des de la independència
- Andrey Akopyants
- Pavel Bugalo
- Rustam Do'rmonov
- Valeriy Kechinov
- Mirjalol Qosimov
- Nikolay Shirshov
- Igor Shkvyrin
- Anvar Soliev